# Afroz Shah
Afroz Shah (Bombaim), é um ambientalista e advogado de Índia que ficou conhecido por ter organizado a maior acção de limpeza de praia do mundo. A ONU nomeou-o Campeão da Terra e inspirou-se no seu trabalho para criar a campanha Mares Limpos.

## Percurso
Shah nasceu e cresceu em Bombaim. 
Saíu para estudar direito na universidade e ao voltar. Ao regressar, em 2015, foi mudar num apartamento com vista para a praia e deparou-se com uma praia cheia de lixo. Os 2,5 km de extensão, estavam completamente cheios de lixo e não se via a areia, devido ao plástico acumulado que chegava a atingir mais de um metro de altura. 
Decidiu recuperar a praia, durante a semana trabalhava como advogado do Tribunal Superior de Bombaim e aos fins de semana limpava a praia, retirando o plástico. 
Começou sozinho em outubro de 2015, depois juntaram-se mais duas pessoas, às quais se juntaram mais de 1000 voluntários que durante 85 semanas, quase dois anos, foram todos os fins de semana apanhar o plástico, até o recolherem todo. Ao todo foram retiradas mais de 20 mil toneladas de lixo. 
Paralelamente a este trabalho de limpeza, os voluntários, plantaram dezenas de coqueiros e arranjaram dezenas de casas de banho públicas na praia, com o intuito de voltar a transformar a praia numa lagoa com cocos. 
Terminada a limpeza da praia Shah voltou as atenções para outra praia de Bombaim, a Dana Pani e o rio Mithi e uniu esforços com a campanha Turning the Tide de Dawoodi Bohra. 

## Influência
Como resultado desta acção, as tartarugas olivas voltaram a fazer ninho na praia e em Maio de 2019, 80 saíram dos ovos e atravessaram o areal até chegarem ao mar, sob a protecção de Afroz e outros voluntários. 
O seu trabalho levou o Programa das Nações Unidas para o Meio Ambiente, a lançar campanha Mares Limpos que tem como objectivo levar as pessoas, os governos e as empresas a lutarem contra a poluição marinha. 

## Prémios e Reconhecimento
O seu trabalho em prol do meio ambiente, foi reconhecido por várias entidades, nomeadamente:
- 2016 - As Nações Unidas nomearam-no Campeão da Terra, na categoria Acção e Inspiração, por ter liderado a  limpeza da  praia de Versova, em Mumbai, considerada a maior do mundo. [12][13][14]
- 2017 - A CNN considerou-o o Indiano do Ano [15]
- 2019 - Integra a lista Top 10 Heroes da CNN [16][17]
- 2019 - A GQ distinguiu-o como Troféu de Eco Warrior [18][19]Obras

## Ligações Externas
- Site | Fundação Afroz Shah
- The Dawoodi Bohras | Turning The Tide Against Plastic Pollution
- Ketto | Afroz Shah: Man Behind The World's Largest Beach Cleaning Project (2019)
- Climate Change Leadership Porto 2019| Afroz Shah